# Aulagromyza caraganae
Aulagromyza caraganae är en tvåvingeart som först beskrevs av Rohdendorf-holmanova 1959.  Aulagromyza caraganae ingår i släktet Aulagromyza och familjen minerarflugor. Inga underarter finns listade i Catalogue of Life.